# Khawlah bint al-Azwar
Khawla bint al-Azwar ( en arabe : خولة بنت الازور   ) est une guerrière ayant vécu durant la vie de Mahomet et qui devient plus tard une cheffe militaire.
Elle a été décrite comme l'une des plus grandes femmes cheffes militaires de l'histoire et a déjà été comparée à Khalid Bin Walid par ses adversaires sur le champ de bataille. Elle était la sœur de Dhiraar bin Al-Azwar, soldat et commandant de l'armée du Califat Rashidun pendant la conquête musulmane du VIIe siècle . Née au VIIe siècle, fille de Malik, l'un des chefs de la tribu Banu Assad, Khawlah était bien connue pour ses capacités de commandement dans les batailles des conquêtes musulmanes dans certaines parties de ce qui est aujourd'hui la Syrie, la Jordanie et la Palestine. Elle a combattu côte à côte avec son frère Dhirrar dans de nombreuses batailles,[réf. nécessaire] comprenant la Bataille décisive de Yarmouk en 636 contre l' empire byzantin. Le 4e jour de la bataille, elle a mené un groupe de femmes contre l' armée byzantine et a vaincu son commandant en chef et a ensuite été blessée lors de son combat par un soldat grec.

## Existence
L'existence d'une femme nommée « Khawla bint al Azwar » a été contestée par beaucoup en raison du manque de preuves dans les livres d'histoire et les biographies fiables de la tradition islamique.  L'une des principales sources de son histoire vient de "Futooh Ash Shaam", un livre dont l'attribution à son auteur est très controversée.  L'auteur présumé, Al-Waqidi, est lui-même un personnage souvent critiqué.
Bien que son frère, Dhiraar, et ses frères aient été mentionnés dans des sources historiques fiables, il n'y a aucune mention d'une sœur.  Tous ces facteurs réunis font naître des doutes sur son existence,.

## Histoire

### Jeunesse
Née au septième siècle en Arabie (l'Arabie saoudite moderne), Khawlah était la fille de l'un des chefs de la tribu Bani Assad. Sa famille a été parmi les premiers convertis à l'islam. Le nom de son père était Malik Ibn Aws, également connu sous le nom d'al-Azwar.

### Siège de Damas
Son talent s'est fait remarquer pour la première fois lors de la bataille de Sanita-al-Uqab, elle combattait lors du siège de Damas, au cours duquel son frère Dhiraar dirigeait les forces musulmanes et fut blessé et capturé par les forces byzantines. Khalid ibn Walid a pris sa garde mobile pour le sauver. Khawlah accompagna l'armée et se précipita sur l' arrière-garde byzantine toute seule. Dans son armure et sa robe ample typique des guerriers arabes, elle n'a pas été reconnue comme une femme, jusqu'à ce qu'elle soit interrogée par Khalid sur son identité.
Lors de la bataille d'Ajnadin, Khawlah avait accompagné les forces musulmanes pour fournir des soins médicaux aux soldats blessés. Après que son frère Diraar ait été capturé par les forces byzantines, Khawlah s'équipa d'une armure et d'une arme, s'enveloppant dans un châle vert. Elle a combattu le bataillon byzantin, qui attaquait des soldats musulmans. Beaucoup de soldats musulmans pensaient que Khawlah était Khalid jusqu'à ce que Khalid apparaisse. Les musulmans ont vaincu les Byzantins, qui ont fui le champ de bataille. Quand Khalid a trouvé Khawlah, elle était couverte de sang. Il lui a demandé de retirer son voile. Après avoir refusé à plusieurs reprises, Khawlah a révélé son identité. Khalid a ordonné à son armée de chasser les Byzantins en fuite, Khawlah menant l'attaque. Après une fouille, les prisonniers musulmans ont été retrouvés et libérés. L'un des commandants de l' armée Rashidun, Shurahbil ibn Hassana, aurait dit à son sujet que:

« Ce soldat s'est battu comme Khalid, mais je suis sûr que ce n'était pas lui »

### Autres campagnes
Dans une autre bataille, Khawlah a été capturée après être tombée de son cheval. Après avoir été emmenée dans un camp avec d'autres prisonnières, Khawlah devait être emmenée sous la tente du chef ayant  l'intention de la violer. Au lieu de cela, Khawlah et les autres prisonniers ont utilisé des piquets de tente comme armes et ont attaqué les gardes byzantins . Selon Al-Waqidi, ils ont réussi à tuer cinq chevaliers byzantins.

## Héritage
De nombreuses rues et écoles d' Arabie saoudite portent son nom.[réf. nécessaire] La Jordanie a émis un timbre en son honneur dans le cadre des «Femmes arabes dans l'histoire». De nombreuses villes arabes ont des écoles et des institutions portant le nom de Khawla Bint al-Azwar. Aujourd'hui,[Quand ?] une unité militaire irakienne entièrement féminine est nommée unité Khawlah bint al-Azwar en l'honneur de Khawlah. Aux Émirats arabes unis, le premier collège militaire pour femmes, Khawlah bint Al Azwar Training College, porte également son nom.